# ホアン・ホア・タム
ホアン・ホア・タム（ベトナム語：Hoàng Hoa Thám / 黃花探、嗣徳11年（1858年） - 維新7年1月5日（1913年2月10日））は、ベトナム東北部・バクザン省のイエンテー県を中心に25年にわたって繰り広げられたフランス植民地政府への抵抗運動であるイエンテー起義の指導者。「イエンテーの虎」（ベトナム語：Hùm thiêng Yên Thế / 𤞻天安世）と渾名された。

## 名前について
本名はチュオン・ヴァン・タム（ベトナム語：Trương Văn Thám / 張文探）。ホアン・ホア・タムは自称の一つであり、反政府活動家としての通り名はデ・タム（ベトナム語：Đề Thám / 提探）であった。彼は王朝には決して仕えることはなかったが、自らの地位を示すものとして「デードク」（ベトナム語：Đề đốc / 提督）の「デ」が入ったこの呼称を選んだ。

## 生涯
フンイエン省ティエンルー県に生まれる。父のチュオン・ヴァン・タン（ベトナム語：Trương Văn Thận / 張文慎）と母のリュオン・チ・ミン（ベトナム語：Lương Thị Minh / 梁氏明）は、グエン・ヴァン・ナン（ベトナム語：Nguyễn Văn Nhân / 阮文雁）とノン・ヴァン・ヴァンが率いたソンタイ起義に参加して命を落としており、父方の叔父はその際に姓を「チュオン」（ベトナム語：Trương / 張）から「ホアン」（ベトナム語：Hoàng / 黃）に変えている。

### 起義の指導者として
19世紀後半のベトナムでは、フランス植民地政府に対するベトナム人による決起が多発していた。ベトナム語ではこのような反政府運動を「コイギア」（ベトナム語：khởi nghĩa / 起義）と呼ぶ。
タムは16歳でダイチャン起義（1870年 - 1875年）に参加、建福元年（1884年）3月にフランス軍がバクニン省を占拠すると、チャン・クァン・ロアン（ベトナム語：Trần Quang Loan / 陳光巒）が率いるバクニン起義に参加、咸宜元年（1885年）にはホアン・ディン・キンの率いるランザン起義（1882年 - 1888年）に参加、ホアン・ディン・キンの死後は兵を率いて「デ・ナム」（ベトナム語：Đề Nắm / 提楠）ことリュオン・ヴァン・ナム（ベトナム語：Lương Văn Nắm / 梁文楠）の率いる起義軍の麾下に入り、指導者の一人として名を馳せた。
成泰4年（1892年）4月にリュオン・ヴァン・ナムが裏切りで命を落とすと、タムはイエンテー起義の指導者となり、イエンテー県を拠点として多くの農民兵を集め、幾度もフランス軍を撃退した。有名な戦役となった成泰2年（1890年）12月のリュンホーチョイの戦い、成泰4年（1892年）2月のドンホムの戦いの後、フランス軍は成泰5年（1893年）から成泰7年（1895年）までにわたってイエンテー軍の鎮圧を試み、降伏させるために周囲の村落を破壊したが、タムは柔軟な戦術を駆使してフランス軍に重大な損害を与え、勝利を得ることに成功した。成泰9年（1897年）12月にフランスはイエンテー軍と一時的に和睦し、イエンテー軍はハノイにおけるフランス人の安全を、フランスはタムがイエンテー県の領主であることを認めた。
成泰9年（1897年）から維新3年（1909年）の間もイエンテー軍は支配地の拡大に努め、ハノイ近郊にまで迫った。また、国境を越えて黒旗軍や孫文の革命党とも連携し、ファン・ボイ・チャウやファン・チュー・チンなどのベトナム独立運動の闘士とも積極的に関わり、成泰18年（1906年）にはズイタン会にも名を連ねた。
維新2年（1908年）にハノイ奪回のため、フランス軍の食料に毒を盛る事件を起こす（ハノイ投毒事件）。またハノイ駅、ハノイ中央郵便局、フランス軍の兵営、ドゥメール橋（現在のロンビエン橋）を爆破する作戦も計画していたが、これは密告により失敗した。維新3年（1909年）1月にフランス軍は15,000人の兵力でイエンテー軍に対し総攻撃を仕掛けた。イエンテー軍はタイグエンに転戦し、タムダオ県などでフランス軍と戦った。維新7年（1913年）に壊滅。タムは三艘の船を乗っ取り国外逃亡を図ったが、後に裏切りによってフランス軍に捕縛され、2月10日にタイグエンで殺されたとされる。

## 後世の評価
ホー・チ・ミンもタムを深く尊敬していたため、ベトナム共産党においても歴史上の英雄として扱われている。ハノイのバディン区にはその事跡を記念した「ホアン・ホア・タム通り」がある他、ベトナム各地に「デ・タム通り」（ベトナム語：Đường Đề Thám / 塘提探）が存在する。